# Herodes I., genannt der Große

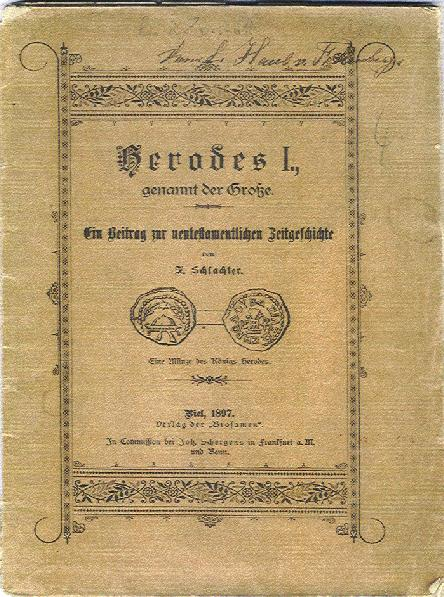

Die Broschüre Herodes I, genannt der Große von Franz Eugen Schlachter, veröffentlicht 1897 im Verlag der „Brosamen“, Biel, ist eine Darstellung eines Teils der neutestamentlichen Zeitgeschichte. Schlachter hat das Leben von Herodes I., genannt der Große, nacherzählt. Die Quelle war der griechische Text von Flavius Josephus’ Werken Geschichte des jüdischen Krieges und Jüdische Altertümer, aus denen Schlachter direkt übersetzt hat. Herodes ist der Kindermörder aus dem Matthäus-Evangelium (Mt 2,16–18 ), der versuchte, den Messias und somit den König Israels schon als Kind zu ermorden.
Er schildert die Brutalität der Antike, Teile der Geschichte einer Herrscherdynastie, bzw. ein Stück neutestamentlicher Zeitgeschichte. Das Büchlein weist diverse altertümliche Bilder auf wie zum Beispiel ein Bild des antiken Jerusalem, ein Bild des römischen Kaisers Oktavianus usw.
Schlachter schuf eine Kurzbiographie bzw. Studie einer zeitgeschichtlichen Person des biblischen Umfeldes.